# 阿什利克里克 (密蘇里州)
阿什利克里克（英語：Ashley Creek）是位於美國密蘇里州德克薩斯縣的非建制地區。

## 歷史
阿什利克里克的郵局於1936年設立，其後於1951年停運。

## 地理
阿什利克里克所處的海拔為高於海平面293米（即961英呎），而該地所採用的時區為UTC-6，即北美中部時區（CST）。同時該地設有夏令時間，為UTC-6調快一小時，即UTC-5（CDT）。